# هندوراس
هندوراس (بالإسبانية: 'República de Honduras)، رسميا جمهورية هندوراس هي جمهورية في أمريكا الوسطى. وكان في بعض الأحيان يشار إلى هندوراس كما الإسبانية لتمييزه عن هندوراس البريطانية، والتي أصبحت الدولة الحديثة في بليز. تحد هندوراس من الغرب غواتيمالا، ومن الجنوب الغربي السلفادور، ومن الجنوب الشرقي نيكاراغوا، ومن الجنوب المحيط الهادئ في خليج فونسيكا، وإلى الشمال من خليج هندوراس، مدخل واسع للبحر الكاريبي.
كان هندوراس موطن لعدة ثقافات أمريكا الوسطى الهامة، أبرزها مايا، قبل أن يتم فتحها من قبل إسبانيا في القرن السادس عشر. عرض الإسبانية الكاثوليكية الرومانية واللغة الإسبانية الآن السائدة، جنبا إلى جنب مع الجمارك العديدة التي امتزجت مع الثقافة الأصلية. أصبح هندوراس مستقلة في عام 1821 ومنذ ذلك الحين الجمهورية، على الرغم من أنه عانى باستمرار الكثير من الصراع الاجتماعي وعدم الاستقرار السياسي، وتبقى واحدة من أفقر البلدان في نصف الكرة الغربي. هندوراس لديها أعلى معدل جرائم القتل في العالم.
هندوراس يمتد على مساحة حوالي 112492 كم2 ويبلغ عدد سكانها يتجاوز 8 ملايين. في الأجزاء الشمالية هي جزء من المنطقة الغربية منطقة البحر الكاريبي، على النحو المبين في التركيبة السكانية والثقافة في المنطقة. ومن المعروف هندوراس على الموارد الطبيعية الغنية، بما في ذلك المعادن المختلفة، القهوة، والفواكه الاستوائية، وقصب السكر، فضلا عن صناعة المنسوجات المتنامية.

## أصل التسمية
- استخدم الأسبان ثلاثة أسماء للإشارة إلى المنطقة التي أصبحت فيما بعد دولة الهندوراس:

1. جيامورس - وهو اسم أطلقه كولومبوس على مدينة تروخيو.

1. هيجوراس - وهو إشارة إلى القرع التي تأتي من شجرة لوسيت عريض، وكثير منها عثر عليها طافية في المياه الواقعة قبالة الساحل الشمالي الغربي لهندوراس.

1. هندوراس - حرفياً تعني «العمق» في اللغة الإسبانية. وهي مأخوذة من قول كولومبوس: «الحمد لله أننا خرجنا من تلك الأعماق»، ولكن وليام ديفيدسون لاحظ أنه لا يوجد أي شكل من أشكال هذا الاقتباس في الوثائق الأساسية للرحلة كولومبوس.

استمد ديفيدسون هندوراس من فوندورا، وهي لفظة نمساوية تعني المرسى وهي واحدة من المسميات الأولى في المنطقة لتظهر على الخريطة في العقد الثاني من القرن السادس عشر وتنطبق على خليج تروخيو. لم تكن هندوراس - حتى نهاية القرن السادس عشر - تستخدم لكي تدل على المنطقة ككل. قبل 1580، كانت هندوراس يشار إليها في الجزء الشرقي من المنطقة، وهايغوريس يشار إليها في الجزء الغربي.

## التاريخ

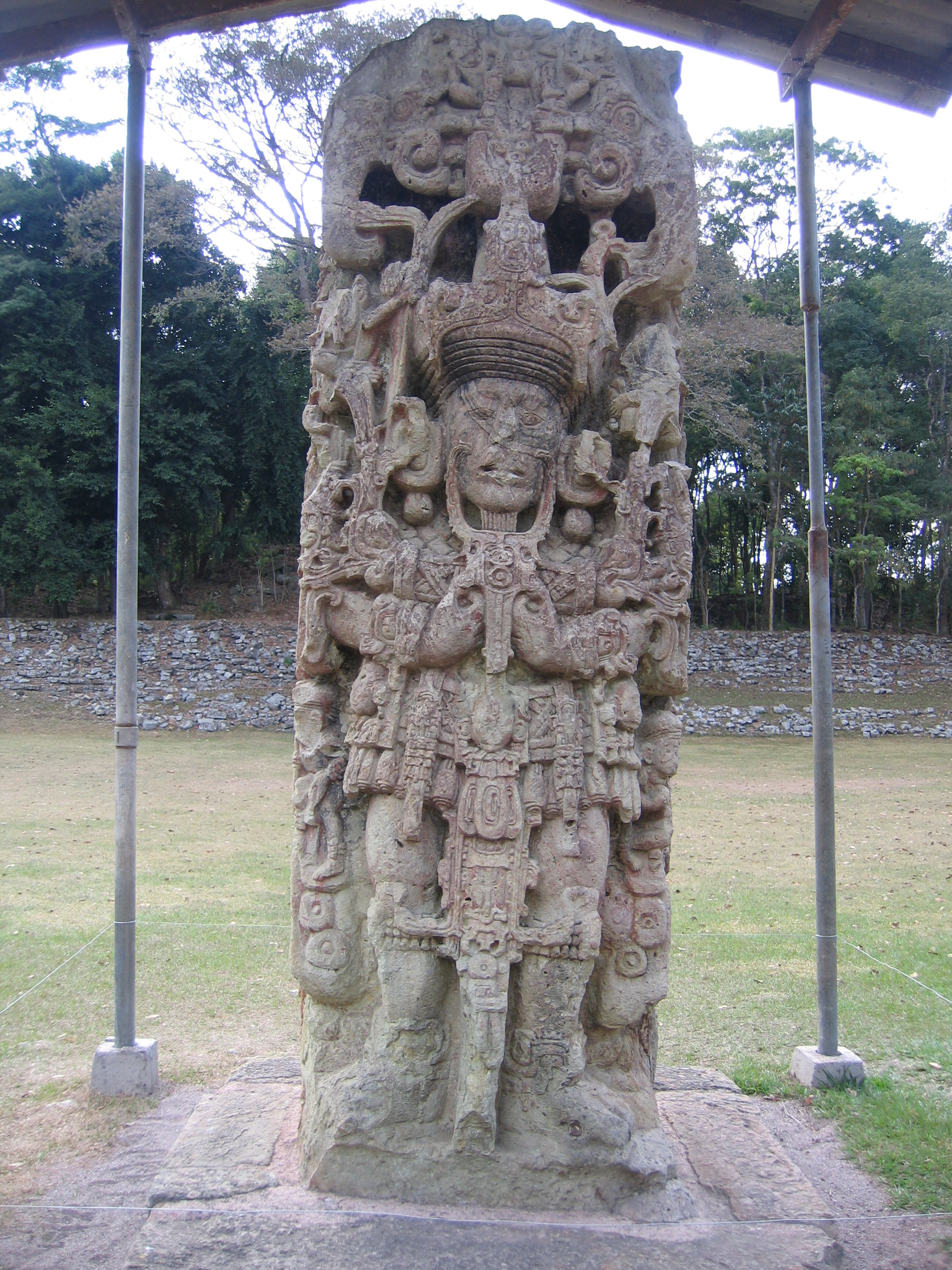
أطلال كوبان.

هندوراس دولة تقع في أمريكا الوسطى، دخلها كرستوفر كولومبوس سنة 1502، وفي سنة 1523 دخلتها أول قوات إسبانية أراضي هندوراس بقيادة جيل جونزاليس، وفي سنة 1524 وصلها فوج تنظيمي لحكم الدولة برئاسة فرانسيسكو دي لاس كاساس.
كان يقطنها قديما عدد من القبائل في تنوع كبير من الثقافات واللغات، أهمها واقواها هي قبائل المايا الشهيرة التي انشأت حضارة من أقدم حضارات العالم، الذين بنوا مدينتهم المقدسة وعاصمتهم الاحتفالية في كوبان في الجزء الغربي من هندوراس.بعد انهيار حضارة المايا زحفت مجموعات متعدده إلى أجزاء من هندوراس واستقرت فيها، اللغات التي تكلمتها هذه المجموعات تكشف عن علاقات متنوعة مع قبائل مكسيكية تسمى التولتك والآزتك، وقبائل تسمى الشيبشاس في كولومبيا، وحتى من قبائل جنوب غرب الولايات المتحدة. في الجزء الغربي من وسط هندوراس كان يسكنها قبائل تسمى لنكا، الذين يتحدثون لغة من أصل غير معروف هذه الجماعات المستقلة حافظت على علاقات تجارية مع بعضها البعض ومع شعوب أخرى بعيدة مثل بنما والمكسيك.
هذه القبائل وما تبقى وانحدر من حضارات المايا هم السكان الاصليون لهندوراس، الذين سوف يقاومون الاحتلال الأسباني لاحقا ويخرج منهم شخصيات أسطورية يكونون قادة الحكم الذاتي في أمريكا الوسطى ومن أمثالهم تيكون أومان وليمبرا واتلاكاتل ونيكاراو وديرياجواكوتان وأوراكا.
وبحلول سنة 1537 تمكن ليمبرا القائد الذي ذاع صيته آن ذاك من توحيد أكثر من مائتي قبيلة من قبائل الهنود الحمر الذين كانو في السابق منافسيه لعمل مقاومة منظمة ضد تغلغل الغزاة الأسبان، وفي قرية تسمى إتيمبكا أعلن عن خطط لطرد الأسبان وأعطى توجيهاته لجميع حلفائه لانتفاضة عامة عندما يعطى الإشارة. وعلى قمة صخرة كبيرة تسمى سيركوين، قام بعمل حصن منيع وخنادق وتحصينات هائلة وقام بجمع امدادات كبيرة من القبائل المجاورة، وكان يطلق على هذه القلعة انها لا تقهر، واعطى الإشارة للبدء واسفرت عم قتل ثلاثة أسبان مدنيين تصادف مرورهم من هذه المنطقة.
جمعت القوات الأسبانية قوات اضافية مساعدة من الهنود الحمر من جواتيمالا والمكسيك للهجوم على هذه الصخرة وتدميرها، ومع ذلك ظلت الصخرة لاتقهر، وفي نفس الوقت قام ليمبرا باضرام النيران في خليج كان يسكنه مواطنون أسبان يسمى كوماياجوا، فاضطر الأسبان للفرار إلى منطقة تسمى جارسيا، ولكن جارسيا كانت مهددة من القبائل المحيطة، ومناطق أخرى يسكنها الأسبان حوصرت، وكان من الصعب على الأسبان الحياة في هذا الواقع، فقام قائد الجيش الأسباني الونسو دي كاسيرس بالاستعانة ببعض المجاورين لهندوراس مثل جواتيمالا وسان سلفادور وحتى من إسبانيا، ولجأ إلى طريقة أخرى هي الخيانة وقتل ليمبرا، فقام بدعوته إلى مفاوضات سلام، وعندما قرر الاستمرار في القتال قام قناص أسباني باردائه قتيلا، وبعد مقتله 30000 وهم تعداد جيشه كانو بين هارب ومستسلم، وبعدها تم الاستيلاء على هندوراس.

### حرب كرة القدم
هجرة أكثر من 300,000 من السلفادوريين إلى هندوراس عمّق مشكلة البطالة في البلد، قررت الحكومة في هندوراس حظر امتلاك الأراضي على مواطني السلفادور وانقطعت من بعدها العلاقات الدبلوماسية حتى تدخل الرئيس الأمريكي ليندون جونسون في مهمة حكومية لاعادتها.
ففي تصفيات كأس العالم لكرة القدم عام 1970 وقعت البلدين في مواجهة حاسمة لتحديد الفريق الذي سوف يتأهل إلى المباراة النهائية المقامة على ملاعب المكسيك،
ففي المباراة الأولى فازت هندوراس على ملعبها واعتدت الجماهير الهندوراسية على الجماهير الفقيرة من أنصار السلفادور. وتطورت الأمور إلى مهاجمة الأحياء التي يقيم فيها السلفادوريين مما دفع السلفادوريين إلى الفرار إلى بلادهم تاركين ممتلكاتهم وبيوتهم وقدمت السلفادور شكوى للأمم المتحدة وهيئة حقوق الإنسان. وبعد أسبوع واحد فازت السلفادور في ملعبها ونال أنصار الهندوراس نصيبهم من الاعتداءات، وأخيرا في 27 يونيو 1969 كان موعداً فاصلاً للمباراة الفاصلة بينهما، فازت فيها السلفادور وتأهلت.
ومع نهاية اللقاء كانت الدولتان قد نشرتا قواتهما على طول الحدود بينهما وفي 3 يوليو انتهكت طائرة من هندوراس أجواء السلفادور وأطلقت على كتيبة من السلفادور النيران داخل الأراضي السلفادورية مما أدى لقيام السلفادور بهجوم واسع النطاق ودخلت القوات السلفادورية إلى مسافة 40 كم ولم تتورع هندوراس بل أرسلت طائراتها لضرب مدينة سان سلفادور واكابوتلا بالقنابل. وبعد أسبوعين وتدخل الواسطات من الدول بينهما توقفت الحرب بعد أن أدت إلى دمار كبير وخسائر في الأرواح بالآلاف.

### انقلاب هندوراس العام (2009)
انضمت هندوراس إلى منظمة البديل البوليفاري التي تضم دول أميركا اللاتينية التي تحكمها أنظمة يسارية، فقد زيلايا دعم الطبقة البورجوازية وأثار قلق الولايات المتحدة الأميركية خصوصا بعد زيارته لكوبا في 2007، وهي أول زيارة لرئيس هندوراسي إلى هافانا منذ نصف قرن.
قبيل التصويت في استفتاء على تعديلات دستورية كان متوقعا أن تجري حول تنقيح مادة دستورية تمنع ترشح الرئيس المنتهية ولايته لفترة ثانية من أربع سنوات، وهو الأمر الذي رفضه الجيش كما رفضته المحكمة العليا التي طلبت من الجيش خلع الرئيس.
حاصر مئات من الجنود الهندوراسيين مقر إقامة الرئيس مانويل زيلايا في العاصمة تيغوسيغالبا فجر الأحد 28 يونيو 2009 وجردوا حراسه من السلاح، ثم اقتحموا منزله واقتادوه إلى مطار عسكري على مشارف العاصمة حيث جرى «طرده» إلى كوستاريكا. وتم تعيين رئيس البرلمان روبرتو ميشيلاتي رئيسا للبلاد بالنيابة.

## الجغرافيا

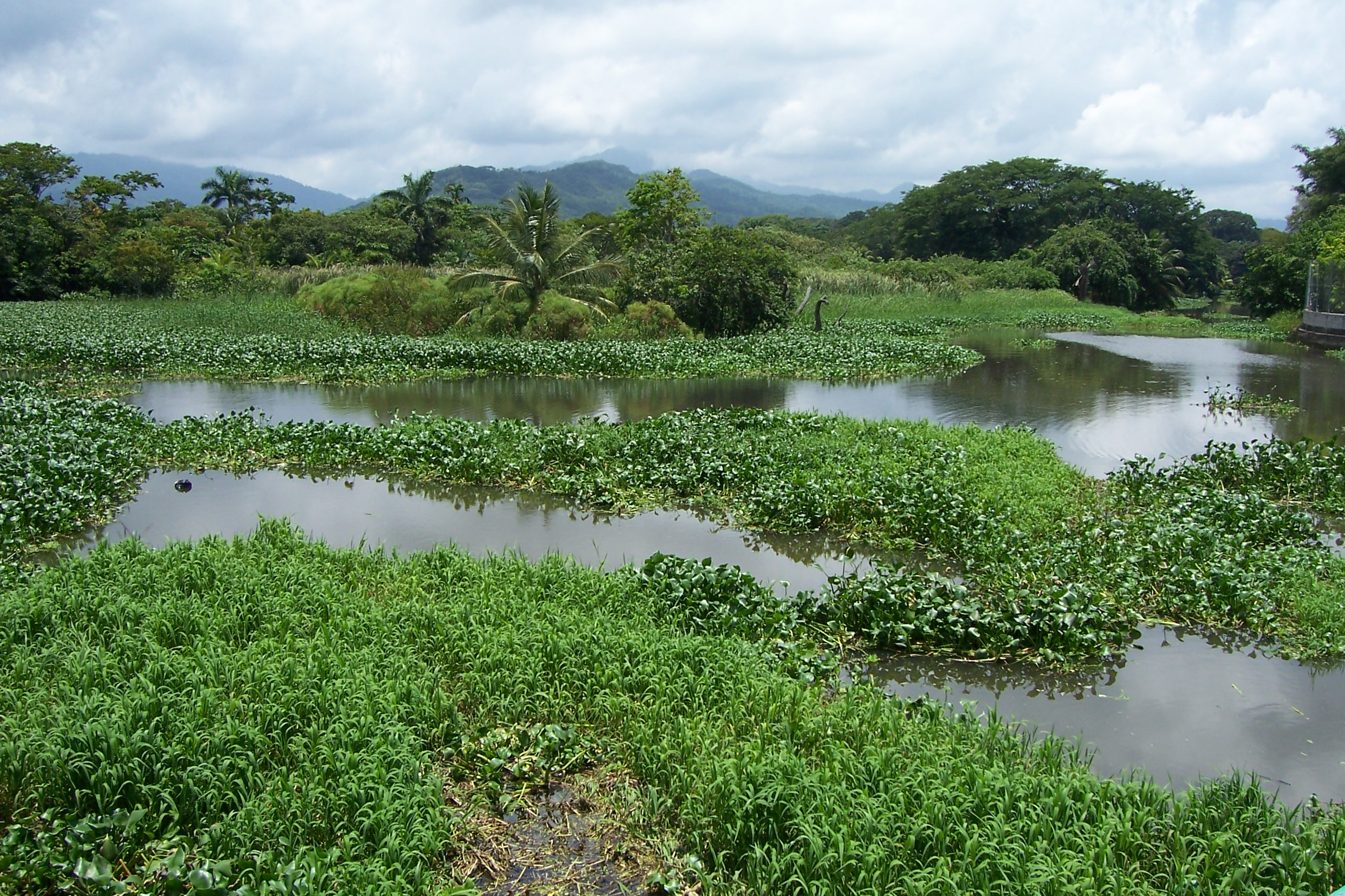
نهر في مدينة تيلا.

### حدود البرية
يحدها من الشمال البحر الكاريبي، ومن الغرب جواتيمالا والسلفادور، وجهه ضيقة على المحيط الهادي، ومن الجنوب جمهورية نيكاراغوا، وتتوسط هندوراس بموقعها أمريكا الوسطى.

### المناخ

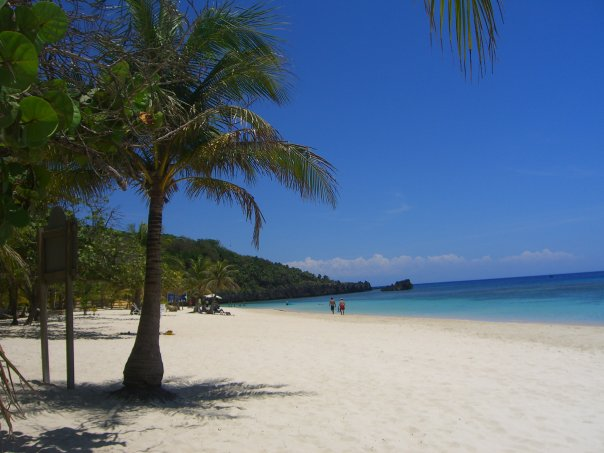
شاطئ خليج ويست

يختلف المناخ من المناطق المدارية في المناطق المنخفضة إلى المعتدلة في الجبال. في المناطق الوسطى والجنوبية هي أكثر سخونة نسبيا وأقل الرطبة من الساحل الشمالي.

### المساحة
تبلغ مساحتها 112,492 كيلومتر مربع، وسكانها في سنة 1408 هـ - 1988 م 4,830,000 نسمة، وعاصمة البلاد تيجوسيجاليا وسكانها في سنة 1408 هـ - 1988 م أكثر من نصف عدد السكان مدنها الهامة سان بدروسيولا، ومدينة البروجرسو.

### البيئة
تعتبر المنطقة نقطة هامة للتنوع البيولوجي بسبب العديد من النباتات والحيوانات التي يمكن العثور عليها هناك. على غرار البلدان الأخرى في المنطقة، تحتوى هندوراس على موارد البيولوجية عديدة. فتستضيف أكثر من 6,000 نوع من النباتات الوعائية، منها 630 (وصفت حتى الآن) من فصيلة الأوركيد؛ حوالي 250 الزواحف والبرمائيات، وأكثر من 700 نوع من الطيور، و 110 نوعا من الثدييات، نصفهم من الخفافيش.
في المنطقة الشمالية الشرقية من لا موسكيتيا تكمن في ريو بلاتانو محمية من محميات المحيط الحيوي، وهي غابات مطيرة تقع في الأراضي المنخفضة وموطن لتنوع حيوى كبير. وأضيفت هذه المنطقة إلى قائمة مواقع التراث العالمي باليونسكو في عام 1982.

## السكان

### المجموعة العرقية
عدد سكان الهندوراس هو 7,4 مليون وأغلب سكان هندوراس من عناصر المستيزو (90%) وهم خليط من البيض والهنود والأصول الأوربية، 7% سكان أصليين و 2% سود و 1% بيض، ويعيش غالبية السكان السود على الشاطئ الكاريبي من البلد. وترجع أصول السود بالهندوراس إلى الهند الغربية، وجيء بهم إلى الهندوراس كرقيق.
وجزء آخر من السود (حوالي 150,000) هم من أصول أفريقية كاريبية. تم إحضارهم إلى الهندوراس وبالي من قبل البريطانيين بعد الثورة عليهم في جزيرة فينسنت بالقرن الثامن عشر. كذلك يتواجد بالهندوراس جالية فلسطينية كبيرة (معظمهم عرب مسيحيين) أتو إلى البلد بالقرن التاسع عشر وبداية القرن العشرين. ويوجد أيضا مجتمع شرق آسيوي ومعظمهم من أصول صينية. وهناك أيضا أصول يابانية وكورية وفيتنامية وهؤلاء أتو إلى الهندوراس كعمال بالثمانينيات والتسعينات من القرن العشرين أغلب السكان مسيحيون كاثوليكيين وهناك حوالي 120,000 من المورمان المسيحيين.

## الديانة
%47 من سكان هندوراس من الكاثوليك و 36% إنجيليين بروتستانت و 17% المتبقية لم يحددوا ديانتهم أو أنهم يتبعون ديانات أخرى.

## السياسة

### نظام الحكم
صدر الدستور في 11 يناير 1982، وبدأ العمل به في 20 يناير 1982، ثم عُدِّل في 1995.
ترجع جذور النظام القانوني، في هندوراس، إلى القانون الروماني، والقانوني المدني الإسباني، إضافة إلى تأثره بالقانون الإنجليزي العام. خضع النظام القانوني لإصلاحات، في الفترة الأخيرة، منها تخلي هندوراس عن القوانين النابليونية، واستخدام نظامٍ شفهي، مغاير لها. تقبل هندوراس السلطة الإلزامية لمحكمة العدل الدولية، بتحفظات. حق الاقتراع إلزامي على من يبلغ الثامنة عشرة، من الذكور والإناث.

### الهيئة التشريعيّـة
تتكون الهيئة التشريعية، في هندوراس، من مجلسٍ واحد، هو المجلس الوطني (الكونغرس)، الذي يتألف من 128 عضواً، يجري اختيارهم، بالانتخاب الشعبي المباشر، ومدة خدمتهم أربع سنوات.

### السلطة القضائيّـة
السلطة القضائية تتمثل أعلى سلطة قضائية، في هندوراس، في محكمة العدل العليا، والمحكمة الإدارية، التي يُعيِّن قضاتها المجلس الوطني.

### الأحزاب السياسية
- . الحزب الديموقراطي المسيحي PDC.
- . حزب التوحيد الديموقراطي PUD.
- . الحزب الوطني الهندوراسي PNH.
- . حزب الأحرار PL.
- .حزب التجديد والوحدة الوطني ـ الحزب الديموقراطي الاشتراكي PINU-SD.
- . الحزب الوطني لهندوراس PN.

### جماعات الضغط السياسية
- . لجنة الدفاع عن حقوق الإنسان CODEH.
- . اتحاد العمال CTH
- . لجنة التنسيق بين المنظمات الشعبية CCOP.
- . الاتحاد العام للعمال CGT.
- مجلس الشركات الخاصة COHEP.
- . الجمعية الوطنية للفلاحين ANACH.
- . الاتحاد الوطني للفلاحين UNC.
- . اتحاد عمال هندوراس FUTH.

### التقسيم الإداري
هندوراس تنقسم إدارياً إلى 18 إدارة (Departamentos). كل إدارة مرؤوسه بحاكم معين من قبل الرئيس الهندوراسي. الحاكم يمثل الفرع التنفيذي في المنطقة بالإضافة إلى عمله كوسيط بين البلديات وباقي سلطات الدولة. ويقوم بحل المشاكل التي تظهر ما بين البلديات. كما يقوم بالإشراف على الإصلاحيات والسجون في إدارته. ويقوم بالعمل مع الوزراء الذين يشكلون حكومة الرئيس. لكي يكون الشخص مؤهل لشغل هذا المنصب يجب أن يكون من جنسية هندوراسية وأن لا يقل عمره عن 18 سنة وأن يعرف الكتابة والقراءة.
| الرقم على الخريطة | الإدارة                 | العاصمة            | المساحة (كم2) |
| ----------------- | ----------------------- | ------------------ | ------------- |
| 1.                | إدارة أتلانتيدا         | لا سيبا            | 4,251         |
| 2.                | إدارة تشولوتيكا         | تشولوتيكا          | 4,211         |
| 3.                | إدارة كولون             | تروخيو             | 8,875         |
| 4.                | إدارة كوماياغوا         | كوماياغوا          | 5,196         |
| 5.                | إدارة كوبان             | سانتا روز دي كوبان | 3,203         |
| 6.                | إدارة كورتيس            | سان بيدرو سولا     | 3,954         |
| 7.                | إدارة إل بارايسو        | يوسكران            | 7,218         |
| 8.                | إدارة فرانسيسكو مورازان | تيغوسيغالبا        | 7,946         |
| 9.                | إدارة غراسياس أديوس     | بورتو لمبيرا       | 16,630        |
| 10.               | إدارة إنتبوكا           | لا إسبيرانزا       | 3,072         |
| 11.               | إدارة جزر دي لا باهيا   | رواتان             | 261           |
| 12.               | إدارة لا باز            | لا باز             | 2,331         |
| 13.               | إدارة لمبيرا            | غراسياس            | 4,290         |
| 14.               | إدارة أوكوتيبيكي        | نويفا أوكوتيبيكي   | 1,680         |
| 15.               | إدارة أولانتشو          | خوتيكالبا          | 24,351        |
| 16.               | إدارة سانتا باربارا     | سانتا باربارا      | 5,115         |
| 17.               | إدارة الوادي            | ناكاومي            | 1,565         |
| 18.               | إدارة يورو              | يورو               | 7,939         |
| الأجمالي          | -                       | -                  | 112,088       |

## الاقتصاد
ينمو الاقتصاد باستمرار ولكن ببطء، ولكن توزيع الثروة لا يزال مستقطبا للغاية مع متوسط الأجور المنخفضة المتبقية. وفي السنوات القليلة الماضية قد بلغ متوسط النمو الاقتصادي 7 ٪ في السنة ويعتبر واحد من أكثر معدلات النمو نجاحا في أميركا اللاتينية، ولكن 50 ٪ أي ما يقرب من 3.7 مليون من السكان لا يزال تحت خط الفقر. ووفقا للبنك الدولي، تعد هندوراس ثالث أفقر دولة في نصف الكرة الغربي، وذلك بعد نيكاراغوا وهايتي. ويقدر أن هناك أكثر من 1.2 مليون شخص عاطل عن العمل، ولذا فإن معدل البطالة يقف عند 27.9 ٪.
أعلن البنك الدولي وصندوق النقد الدولي أن هندوراس واحدة من الدول الفقيرة المثقلة بالديون مما جعلها مؤهلة للحصول على تخفيف عبء الديون في عام 2005.
بعد سنوات من تراجع عملتها مقابل الدولار الأمريكي استقرت العملة لامبيرا عند حوالي 19 لامبيرا للدولار الواحد. وفي يونيو 2008 كان سعر الصرف أمام الدولار الأمريكي يقترب من 18.85.
وقّعت هندوراس في عام 2005 اتفاقية التجارة الحرة مع الولايات المتحدة. وفي ديسمبر 2005 أدرجت هندوراس الميناء الرئيسي بويرتو كورتيس في مبادرة أمن الحاويات للولايات المتحدة.
احتلت هندوراس المركز 116 في مؤشر الابتكار العالمي عام 2023. وتقدمت إلى المركز 114 وفق مؤشر عام 2024.

### الزراعة
الزراعة حرفة سكان البلاد ويعمل بها حوالي 56.2% من القوة العاملة، ولقد اشتهرت هندوراس بزراعة الاسم المنسوب لأب، وتشغل زراعة الذرة نصف الأراضي المخصصة للحاصلات، وثروتها الحيوانية تتكون من 2.2 مليون من الأبقار و 5000 من الأغنام و 534 ألفا من الماعز.
يتمثّل النشاط الغابي يتمثل في قطع أشجار الماهوجني، والصنوبر،

### المعادن
لهندوراس شهرة تاريخية في إنتاج المعدان الثمينة، وهذا كان سبب استعمار إسبانيا لها لتعدين الذهب، والفضة، ولذلك استنفدت ثروتها من المعادن النادرة، ويستخرج منها الزنك والرصاص والنحاس والحديد، كما يستخرج الفحم والزئبق أما النشاط الصناعي فمحدود للغاية.
في 7 ديسمبر، عام 2006، أعلنت الإدارة الأميركية من الأمن الداخلي والطاقة في المرحلة الأولى من مبادرة الشحن المأمون، وهو جهد غير مسبوق للحكومة الفيدرالية الأمريكية للبناء على التدابير القائمة من خلال تعزيز أمن الموانئ من قدرة لمسح حاويات بالنسبة للمواد النووية والاشعاعية في الخارج وإجراء تقييم أفضل للمخاطر من الحاويات الواردة.

### الموانى
المرحلة الأولى من تأمين الشحن تنطوي على نشر مزيج من التكنولوجيا الحالية وتثبيت أجهزة كشف المواد النووية إلى ستة موانئ أجنبية: ميناء قاسم في باكستان؛ بويرتو كورتيس في هندوراس؛ ساوثامبتون في المملكة المتحدة؛ ميناء صلالة في سلطنة عمان؛ ميناء سنغافورة؛ منطقة جامان بميناء بوسان في كوريا الجنوبية. ومنذ أوائل عام 2007، يتم مسح حاويات من هذه المنافذ ضوئيا للكشف عن الإشعاع وعوامل الخطورة من المعلومات قبل السماح لهم بالمغادرة إلى الولايات المتحدة.

## الأعياد والعطلات الرسمية
وتتركز أيام العطل الرسمية في هندوراس على المسيحية والاحتفال بالمناسبات في تاريخ هندوراس. كل احتفال مهم جدا للعديد من العائلات في جميع أنحاء هذا البلد. وغالبا ما يتم الاحتفال بها مع أفراد الأسرة الممتدة، والأصدقاء. على عدد قليل من أهم الأعياد، مثل عيد الاستقلال والمسيرات الاسبوع المقدسة والمواكب تقام من الصباح الباكر حتى وقت لاحق في فترة ما بعد الظهر أو في المساء.

## البنية التحتية

### الطاقة
يمتلك القطاع الخاص بالهندوراس نصف قطاع الكهرباء بالدولة أما نصف الكهرباء المولدة الباقية فعن طريق الهيئة الوطنية للطاقة الكهربية ويواجه هذا القطاع عدة تحديات:
- كيفية تمويل الاستثمارات في مجال توليد ونقل الطاقة الكهربية في ظل عدم وجود آليات سليمة للتمويل أو وجود قروض ميسرة من الخارج لهذه الاستثمارات.
- كيفية إعادة التوازن لتسعيرة الطاقة، خفض المتأخرات وتقليل الخسائر التجارية—بما في ذلك سرقة الكهرباء—بدون إثارة المشاكل الاجتماعية
- كيفية التوفيق بين الاهتمامات البيئية مع هدف الحكومة لبناء اثنين من السدود الكبيرة الجديدة وما يرتبط بها من محطات الطاقة الكهرومائية.
- كيفية تحسين فرص الوصول في المناطق الريفية.

### إمدادات المياه والصرف الصحي
إمدادات المياه والصرف الصحي في هندوراس تختلف اختلافا كبيرا من المدن وعن القرى الريفية. فالمراكز ذات الكثافة السكانية العالية مزودة بأنظمة حديثة لمعالجة وتوزيع المياه، إلا أن نوعية المياه في كثير من الأحيان منخفضة بسبب انعدام الصيانة والإصلاحات المناسبة. أما المناطق الريفية فالأنظمة الأساسية لشبكات مياه الشرب ذات قدرات محدودة لمعالجة المياه. ولدى العديد من المناطق الحضرية شبكات للمجاري وأماكن لجمع مياه الصرف الصحي، ولكن معالجة مياه الصرف الصحي شحيحة. وعموماً مرافق الصرف الصحي في المناطق الريفية محدودة لاستعمال المراحيض وحفر الصرف الصحي الأساسية.

### المواصلات
تتكون البنية الأساسية لوسائل النقل في هندوراس من الآتي: 699 كم من السكك الحديدية، 13,603 كم من الطرق البرية، سبعة من الموانئ والمرافئ و 112 مطار (12 من المطارات المعبدة، و 100 من غير المعبدة). وتقع المسؤولية في وضع السياسات في قطاع النقل على عاتق وزارة الأشغال العامة والنقل والإسكان.

## الرموز الوطنية
يتكون علم هندوراس من 3 خطوط أفقية متساوية، العلوي والسفلي منها زرقاوان يمثلان محيط الهادئ والبحر الكاريبي. أما الشريط المركزي فأبيض ويحتوي على خمس النجوم الزرقاء التي تمثل الدول الخمس لاتحاد أمريكا الوسطى. نجم الوسط يمثل هندوراس، والتي تقع في وسط اتحاد دول أمريكا الوسطى.
تأسس شعار النبالة عام 1825. هو مثلث متساوي الأضلاع، في القاعدة بركان بين اثنين من القلاع وفوقه قوس قزح وشمس مشرقة. ويرمز من جانيه البحرين المحيطين بالهندوراس. حول كل هذه كتابة على شكل بيضاوي تحتوي على حروف ذهبية ومكتوب فيها: «جمهورية هندوراس، حرة، مستقلة وذات سيادة».
النشيد الوطني لهندوراس هو نتيجة مسابقة أجريت في عام 1904 خلال فترة رئاسة مانويل بونيلا. في النهاية، كان الشاعر أوغوستو كويهليو هو من انتهى من كتابة النشيد الوطني، واشترك الملحن الألماني كارلوس هرتلينج في كتابة الموسيقى. و اعتمد النشيد رسميا في 15 نوفمبر 1915، خلال فترة رئاسة البرتو ممبرينو. ويتكون النشيد الوطني من سبع آلات وجوقة. والزهرة الوطنية هي زهرة أوركيد شهيرة، Rhyncholaelia digbyana (المعروف سابقا باسم Brassavola digbyana)، الذي حل محل الورد في عام 1969.و تم تغيير الزهرة الوطنية خلال إدارة لوبيز اوزوالدو أريلانو، ويعتقد أن زهرة digbiana Brassavola «و مستمدة من السكان الأصليين في هندوراس؛ ولهذه الزهرة خصائص استثنائية من الجمال والقوة والتمييز»، هكذا ذكر المرسوم المصدر لهذا الشأن.
الشجرة الوطنية في هندوراس هي «صنوبر هندوراس». وتم تنظيم استخدام الشجرة وذلك لتجنب عمليات القطع الجائر للغابات أو حرائق الغابات.
الحيوان الوطني هو الأيل أبيض الذيل (Odocoileus virginianus)، الذي اعتمد كتدبير لتفادي التعرض للاعتداءت المفرطة. وهي واحدة من نوعين من الغزلان التي تعيش في هندوراس. الطائر الوطني في هندوراس هو طائر ماكاو قرمزية. ويعتبر الطائر موضع تقدير كبير من قبل الحضارات الكولومبية للهندوراس.

## وصلات خارجية
- Honduras  على كتاب حقائق العالم
- هندوراس على مشروع الدليل المفتوح
- أطلس ويكيميديا حول Honduras